# 劉道合
刘道合（?—?），唐朝道士，陈州宛丘县（今河南省淮阳县）人。
刘道合开始与潘师正同隐居于嵩山。唐高宗听闻其名，令在他隐居之所修建一座太一观让他住，后召他入宫，深得尊礼。高宗将封禅泰山，降雨不止，高宗令刘道合在仪鸾殿禳祝作止雨之术。天晴之后，高宗大悦。令刘道合驰传先上泰山，以祈福祐。前后赏赐，都施舍给贫穷者，未尝有蓄积。咸亨年间，高宗令刘道合炼丹，丹成献上不久他就去世了。高宗营建奉天宫，迁葬刘道合殡室，弟子开棺改葬，说见到他的尸体只有空皮，从背上开拆，就像蝉蜕，失其齿骨，人们说是尸解。高宗听说后不悦：“刘师为我炼丹，自服而仙去。其所进献的丹药，没有什么功效！”

## 延伸阅读
[在维基数据编辑]
 《舊唐書/卷192》，出自刘昫《舊唐書》